# Frank Ferguson
Frank Ferguson (Ferndale, 25 december 1899 - Los Angeles, 12 september 1978) was een Amerikaans acteur.
Ferguson maakte zijn debuut in 1940 en speelde in honderden films en televisieseries. Zo had hij bijrollen in in de films Life Begins for Andy Hardy (1941), You'll Never Get Rich (1941), They Died with Their Boots On (1941), Reap the Wild Wind (1942), This Gun for Hire (1942), The Dolly Sisters (1945), Night and Day (1946), The Perils of Pauline (1947), Cass Timberlane (1947), Road to Rio (1947), Fort Apache (1948), Bud Abbott Lou Costello Meet Frankenstein (1948), The Barkleys of Broadway (1949), Key to the City (1950), Bend of the River (1952), The Winning Team (1952), Million Dollar Mermaid (1952), The Blue Gardenia (1953), House of Wax (1953), Johnny Guitar (1954), A Star Is Born (1954), Young at Heart (1954), Man of the West (1958), Pocketful of Miracles (1961) en Hush... Hush, Sweet Charlotte (1964).
Ferguson verscheen ook in talloze televisieseries. Zo werkte hij mee aan My Friend Flicka en had hij in de jaren 60 een rol in de soapserie Peyton Place. Hij bleef in series spelen tot zijn dood in 1978. Hij stierf op 78-jarige leeftijd aan kanker.